# 민스크 트랙터 공장
민스크 트랙터 공장(벨라루스어: Мінскі трактарны завод Minski traktarny zavod; 러시아어: Минский тракторный завод Minskiy traktorniy zavod[*]; MTZ)은 벨라루스 민스크에 본사를 둔 벨라루스 농기구 제조업체이다. 민스크 트랙터 공장은 국내 주요 트랙터 공장 중 하나이다. 민스크 트랙터 공업 협회에 속해 있다. 민스크의 본사 외에도, 이 협회에는 MTZ가 생산하는 트랙터 및 기타 탈것용 부품과 부착 도구를 생산하는 여러 공장이 포함되어 있다.

## 역사

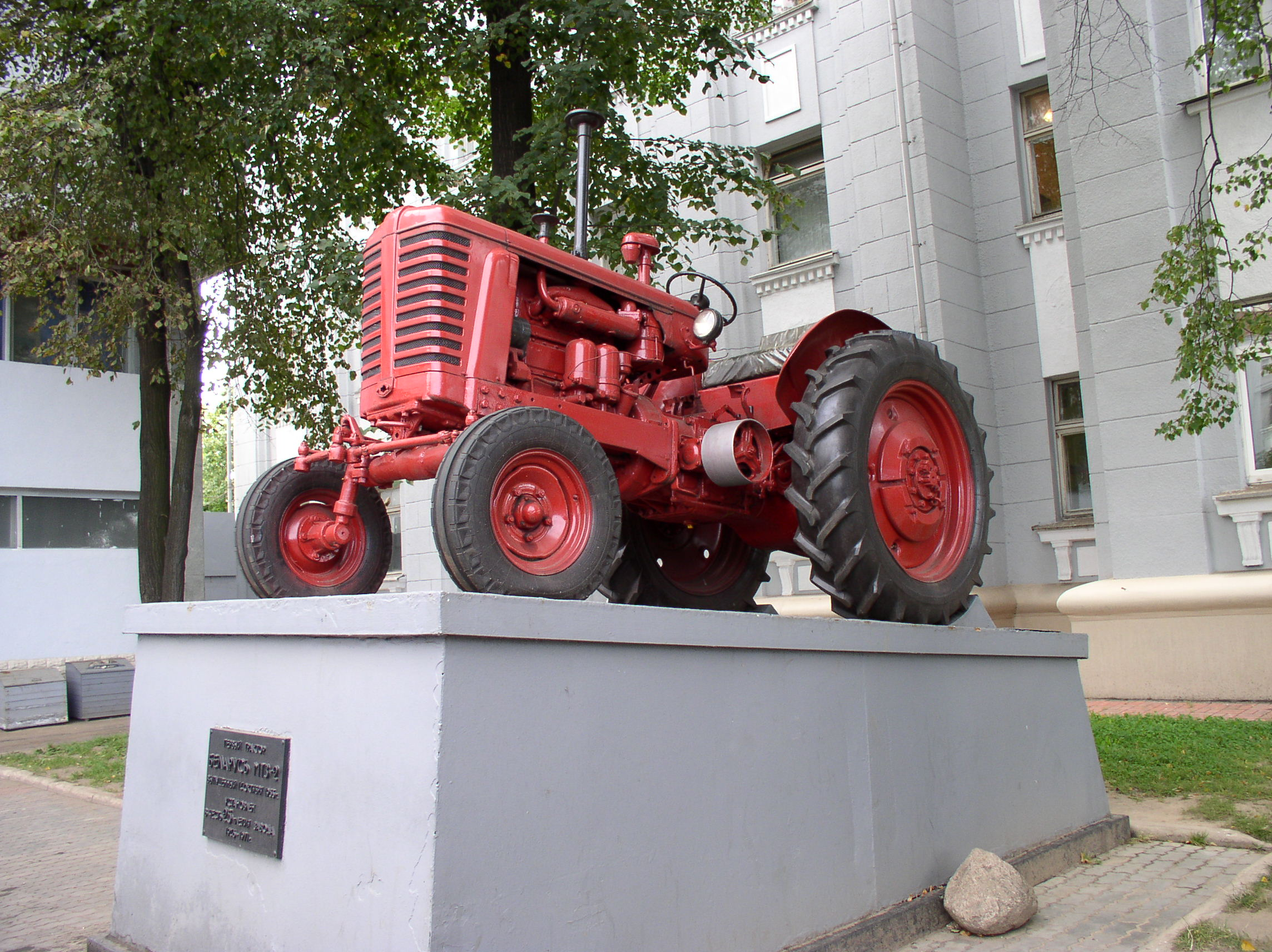
민스크 트랙터 공장 근처의 MTZ-2 (1954-1958) 트랙터. 벨라루스 민스크.

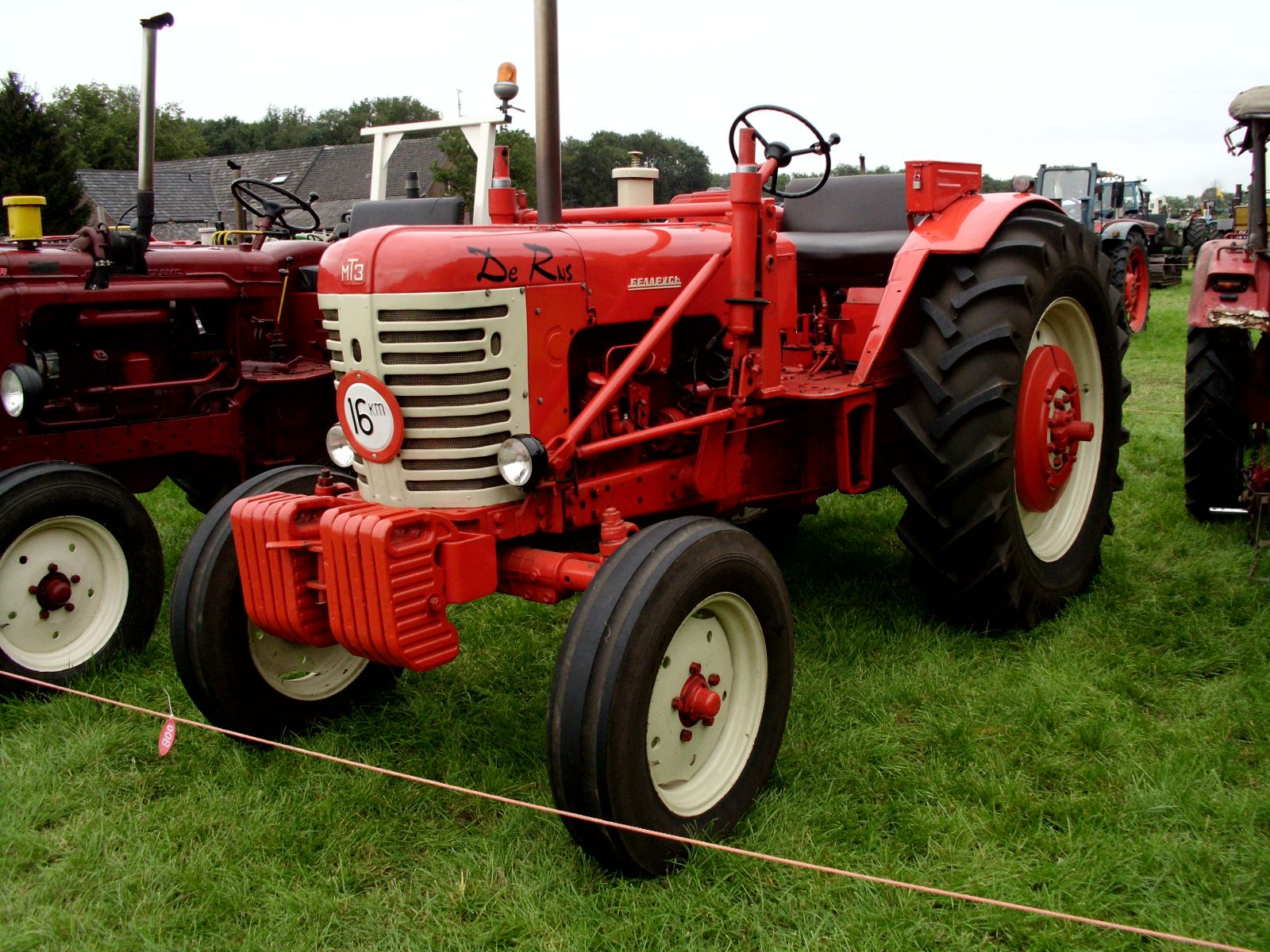
MTZ-5 (1957-1972)

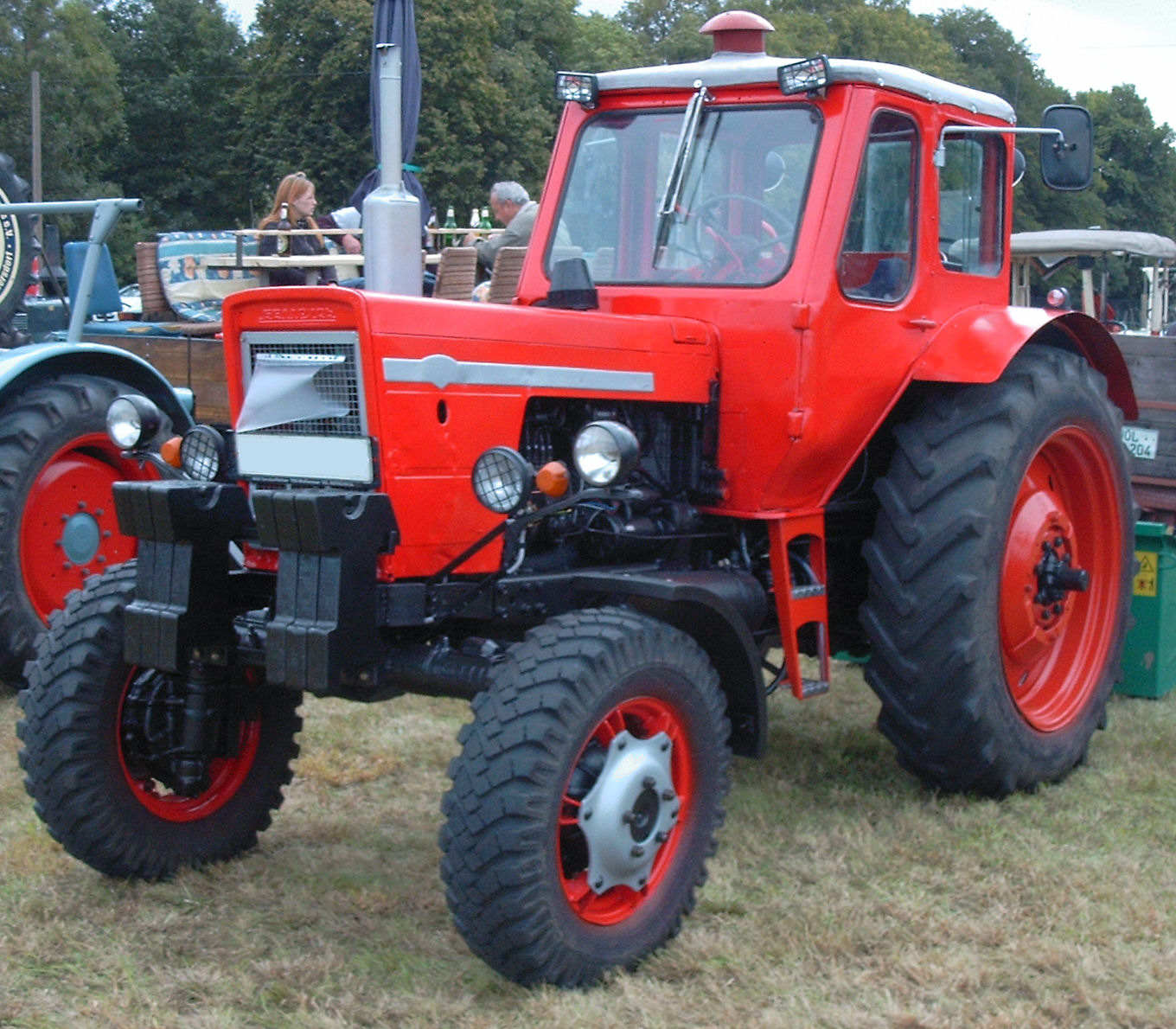
MTZ-52 (1962-1985)

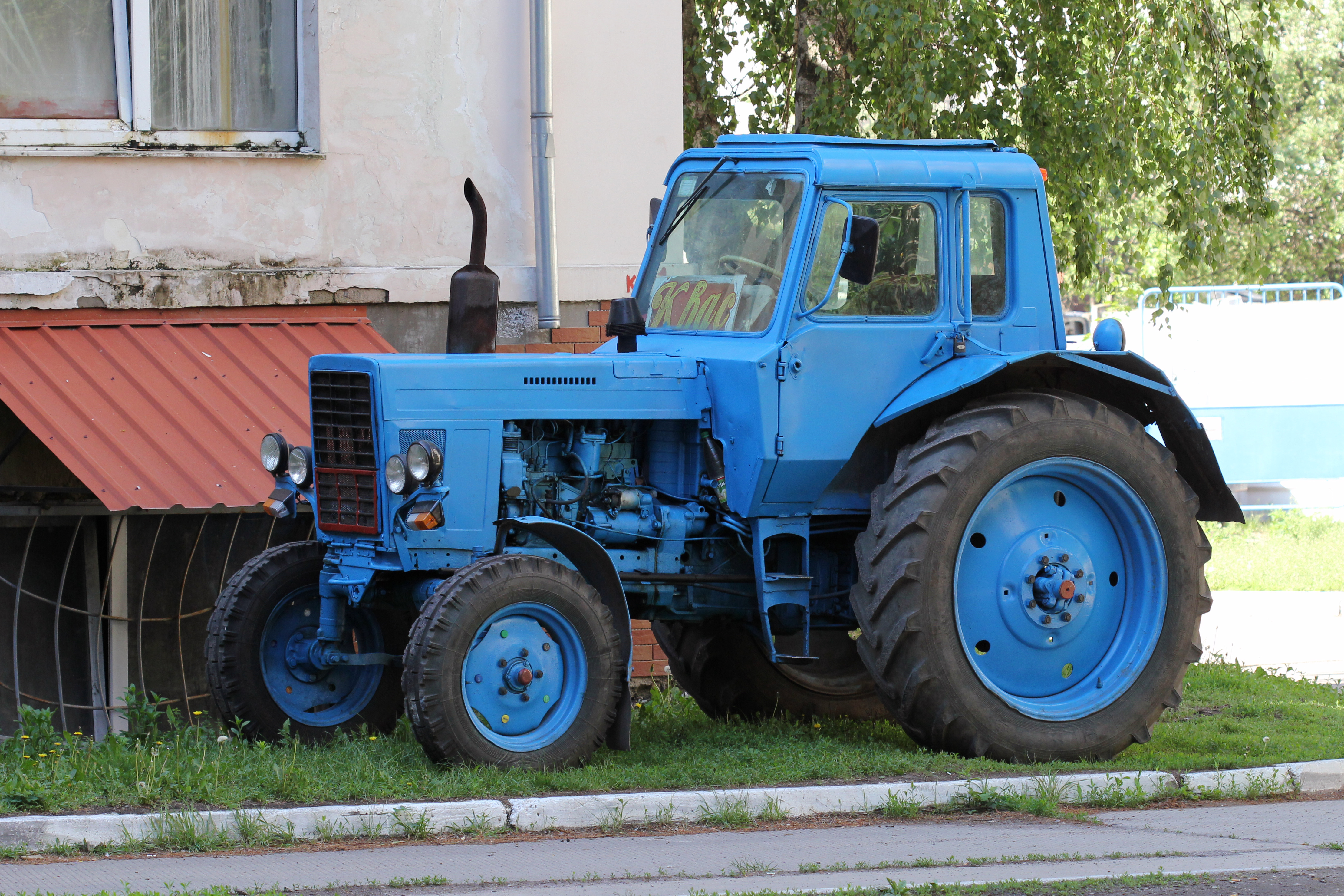
MTZ-80 (1974년부터)

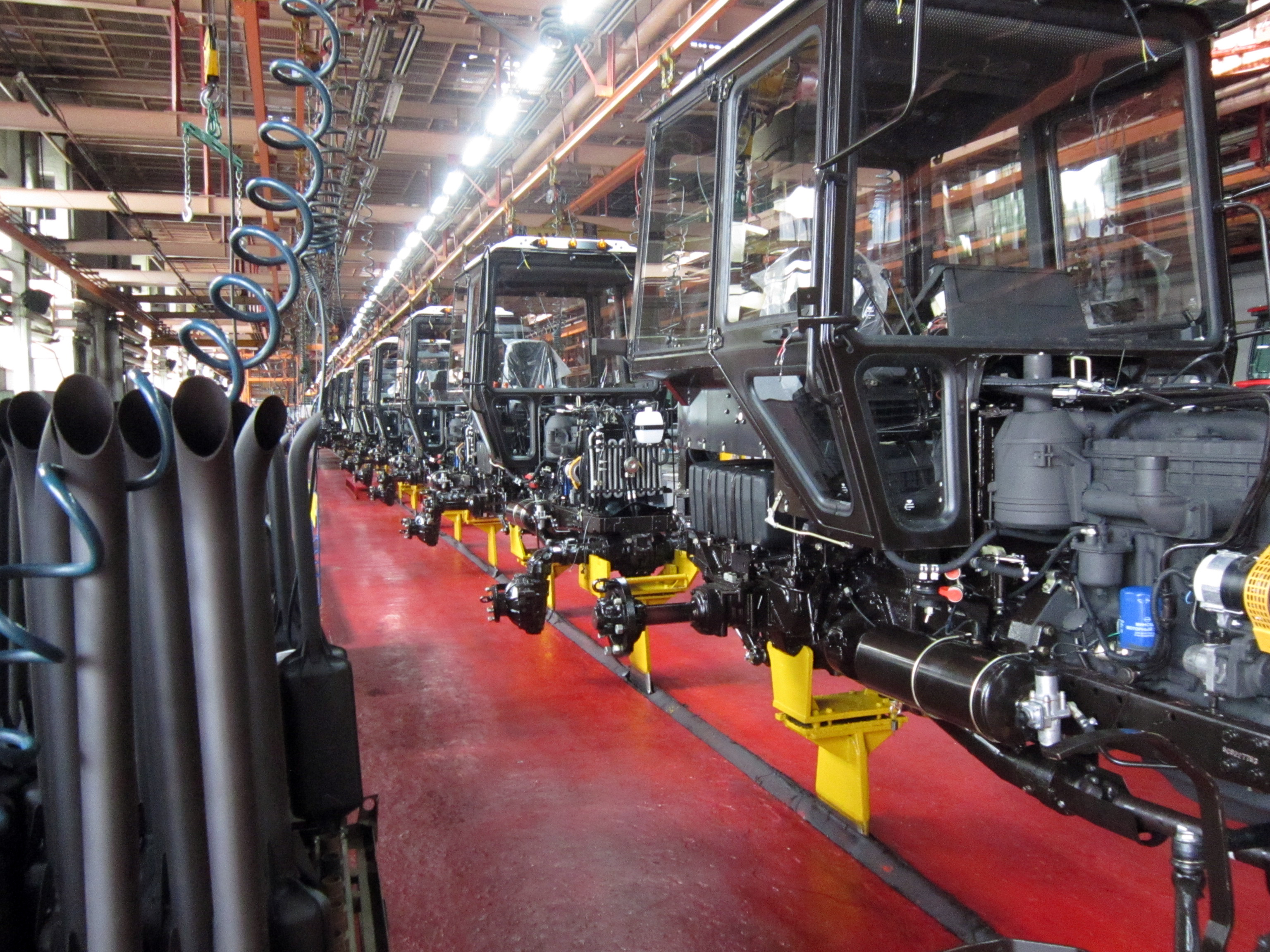
주요 조립 라인

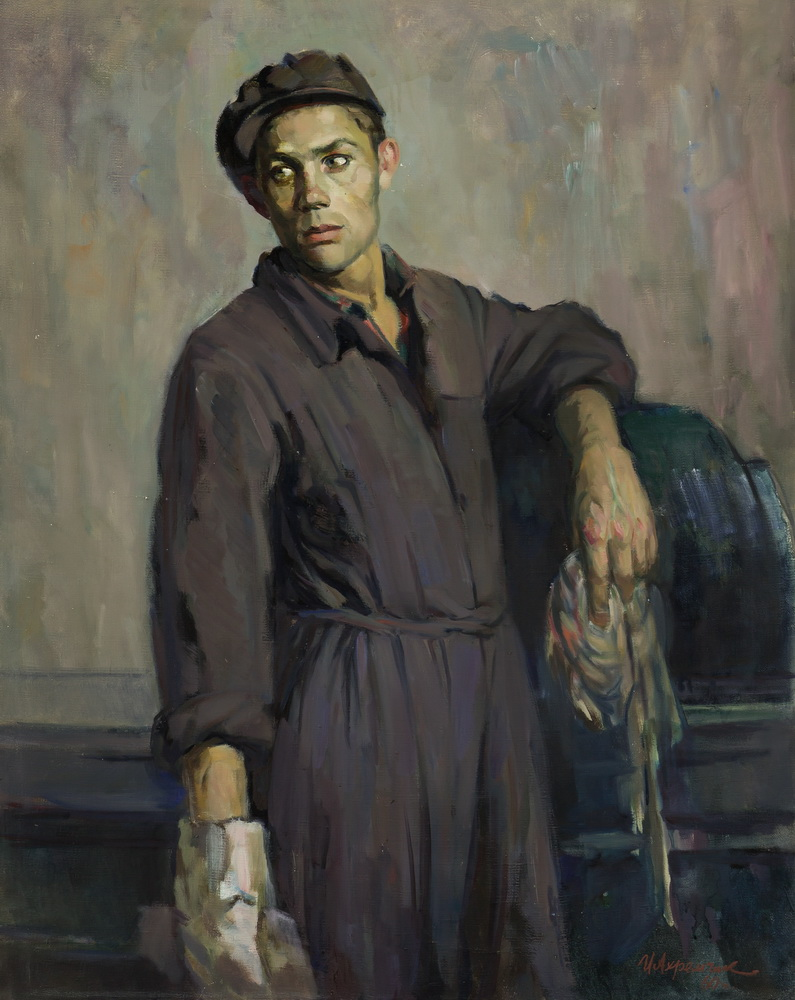
1960년 이반 아흐렘치크의 사회주의적 사실주의 그림: "콤소몰 회원 코스티아, 민스크 트랙터 공장 노동자."

이 공장은 1946년 5월 29일에 설립되었다. 최초로 제조된 트랙터는 KD-35 "키로베츠"라는 KD-35 캐터필러 트랙터였다. MTZ-모델 트랙터인 MTZ-1 및 MTZ-2 모델의 생산은 1953년 10월 14일에 시작되었다. (시제품은 1949년에 제조되었다.)
2005년 기준으로 약 2만 명의 직원이 있었다. 이 공장은 62가지 이상의 탈것 모델을 생산한다. 주요 민수 생산품은 벨라루스로 알려진 "MTZ" 모델의 4륜 트랙터였다. 1995년까지 이 공장은 300만 대의 트랙터를 제조했다. 1999년에는 독립국가연합에서 제조된 전체 트랙터의 58%를 생산했다. 2017년에는 CIS 국가의 바퀴형 트랙터 생산에서 87%를 차지했다.
MTZ 트랙터는 서유럽에도 수출되었다.
2013년에 이 공장의 트랙터는 미국 환경보호청에서, 캐나다에서는 캐나다 환경부에서 인증을 받았으며, 두 국가로의 수입 및 유통에 대해 완전한 승인을 받았다. 2010년부터 미국과 캐나다에서의 벨라루스 트랙터 유통은 현지 유통업체인 MTZ Equipment Ltd.를 통해 이루어지고 있다.
2015년에 MTZ는 2,424대의 트랙터를 생산했는데, 이는 전년(1,648대) 대비 45% 증가한 수치이다.
2017년에는 생산된 31,011대의 트랙터 중 92.1%가 수출되었다. 8개국이 500대 이상의 "벨라루스" 트랙터를 수입했다: 러시아 (11,135대), 파키스탄 (4,845대), 우크라이나 (4,028대), 카자흐스탄 (2,106대), 아제르바이잔 (1,637대), 헝가리 (871대), 루마니아 (812대), 리투아니아 (736대).
2020년 대통령 선거와 경찰의 폭력, 시위대에 대한 대규모 고문 이후 MTZ 노동자들은 전국적인 파업과 반대 운동에 동참했다.
2022년, 캐나다와 우크라이나는 MTZ에 대한 제재를 부과했다.

## 제품

### 트랙터
벨라루스-80.1; 벨라루스-82.1; 벨라루스-90; 벨라루스-92; 벨라루스-320; 벨라루스-310; 벨라루스-321; 벨라루스-422; 벨라루스-510; 벨라루스, 512; 벨라루스-520; 벨라루스-522; 벨라루스-572; 벨라루스-622; 벨라루스-820; 벨라루스-826; 벨라루스-892; 벨라루스-920; 벨라루스-922.3; 벨라루스-923.3; 벨라루스-1021; 벨라루스-벨라루스-1025.2 1220.3; 벨라루스-1221.2; 벨라루스-1523; 벨라루스-2022.3; 벨라루스-3022DTS.1; 벨라루스-3522.; 벨라루스-5022

### 특수 트랙터
벨라루스-80X; 벨라루스-100X; 벨라루스-920R; 벨라루스-921.3; 벨라루스-921.4-10 / 91.

### 캐터필러 트랙터
1950년 11월부터 1951년 8월까지 이 공장은 KD-35 "키로베츠" 캐터필러 트랙터를 제조했다.
또한 한동안 이 공장은 스키더를 제조했다.

## 관련 공장
- MTZ 공장
- Сморгоньский агрегатный завод, 스마르혼 기계 유닛 공장
- Бобруйский завод тракторных деталей и агрегатов, 바브루이스크 트랙터 부품 및 기계 유닛 공장
- Витебский завод тракторных запчастей, 비쳅스크 트랙터 부품 공장
- Минский завод специнструмента и технологической оснастки, 민스크 공구 및 보조 장치 공장
- Минский завод шестерён, 민스크 기어 공장
- Лепельский электромеханический завод, 레펠 전기 기계 공장
- Смолевичский завод шестерён, 스말랴비치 기어 공장
- Гомельский завод «Гидропривод», 고멜 유압 구동 공장
- Завод гидроаппаратуры в г. Хойники, 호이니키 유압 구동 공장
- Наровлянский завод гидроаппаратуры, 나로우랴 유압 구동 공장
- Мозырский машиностроительный завод, 마지르 기계 제작 공장
- 상트페테르부르크[8]

MTZ 트랙터의 공동 조립 생산은 2013년 캄보디아의 MTZ 최초 ASEAN 지역 조립 공장에서 시작되었다. 트랙터는 현재 모든 ASEAN 국가로 수출되고 있다.

## 스포츠, 미디어 및 문화
2010년까지 민스크 트랙터 공장은 벨라루스 프리미어리그 축구팀인 MTZ-RIPO 민스크의 후원사였다. 경기는 공장 근처에 위치한 트락토르 스타디움에서 열렸다.
공장의 문화 궁전에는 볼룸 댄스 클럽 마라가 있다.

## 갤러리

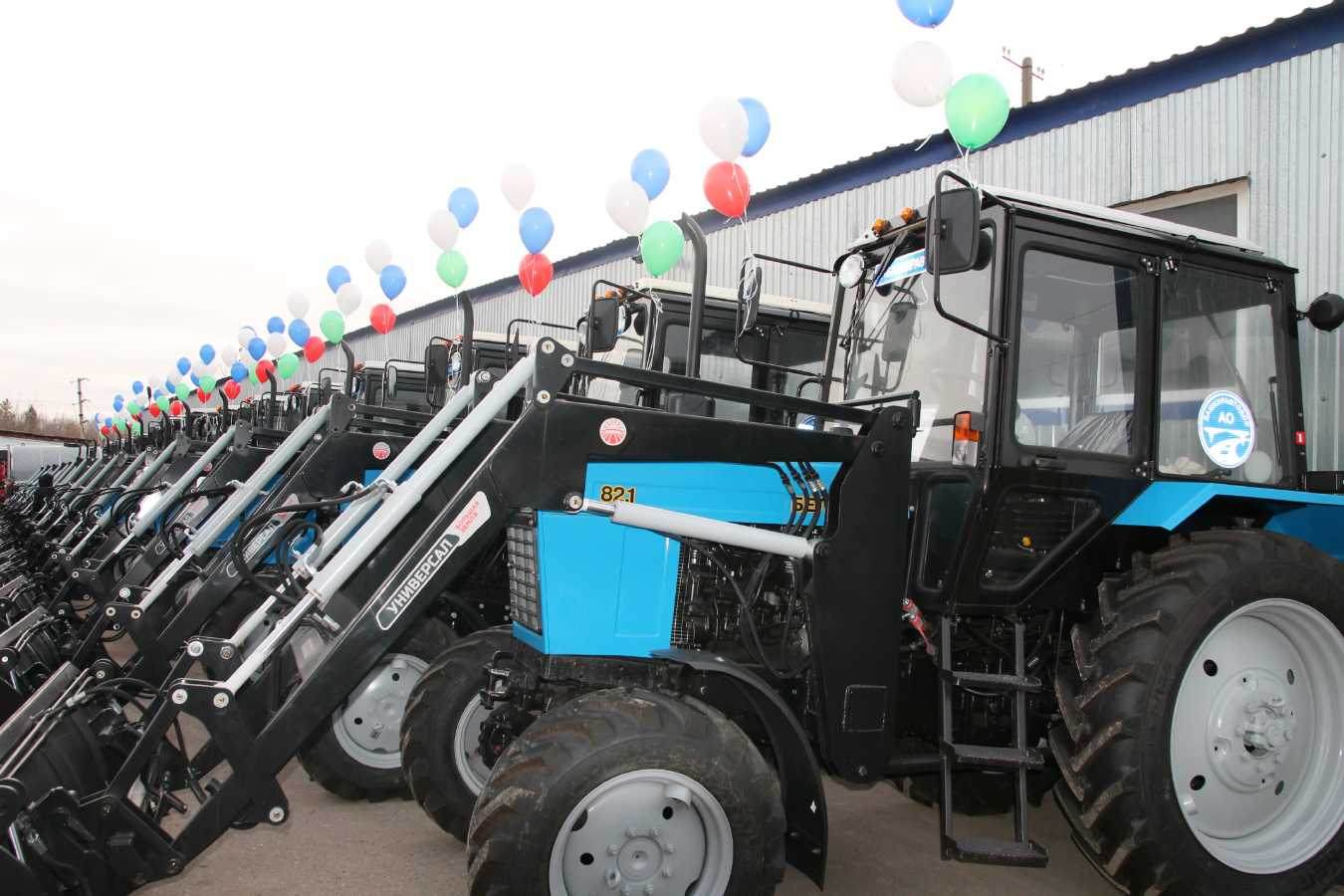
MTZ-82.1 프론트 로더 트랙터
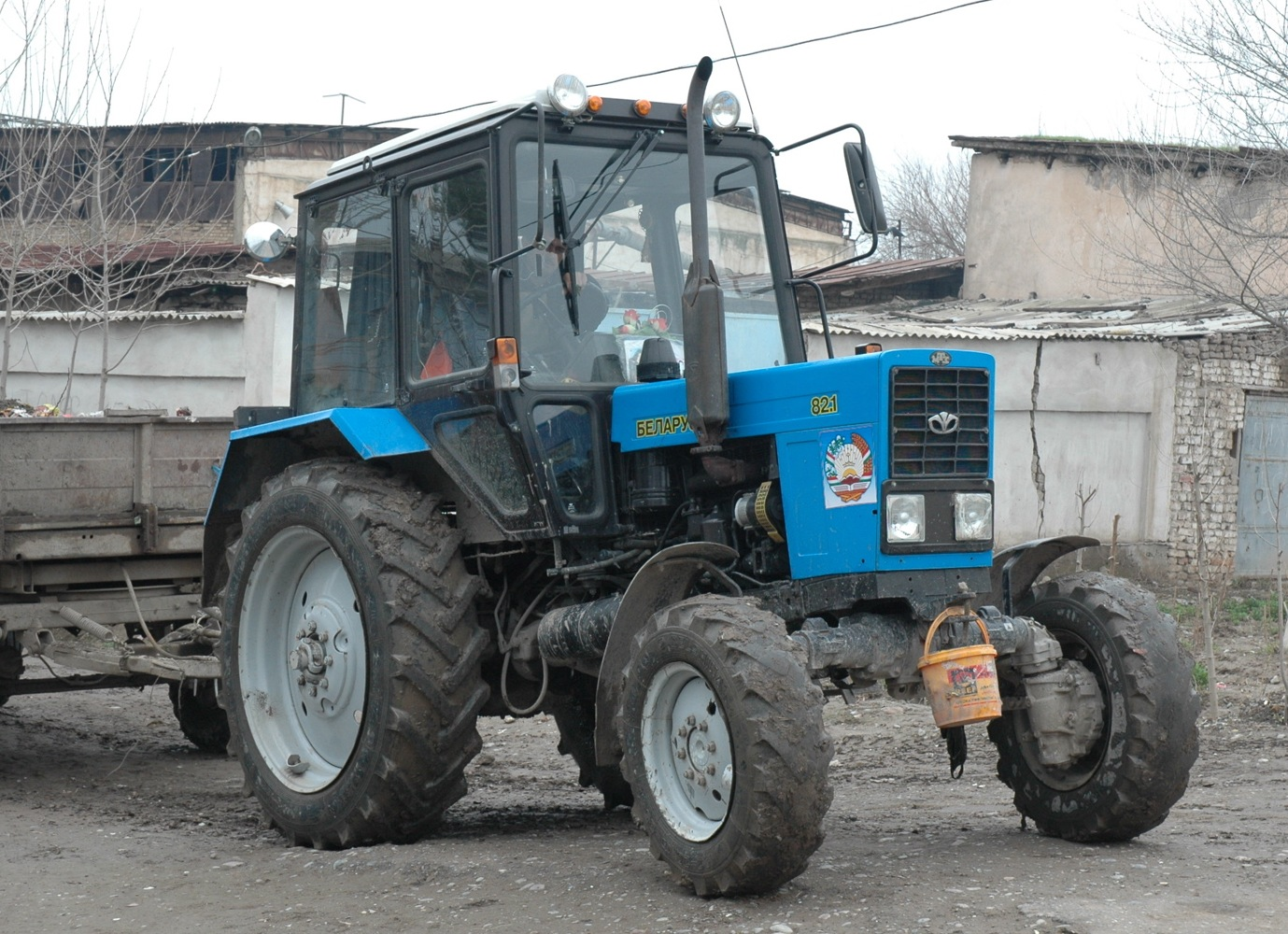
MTZ-82
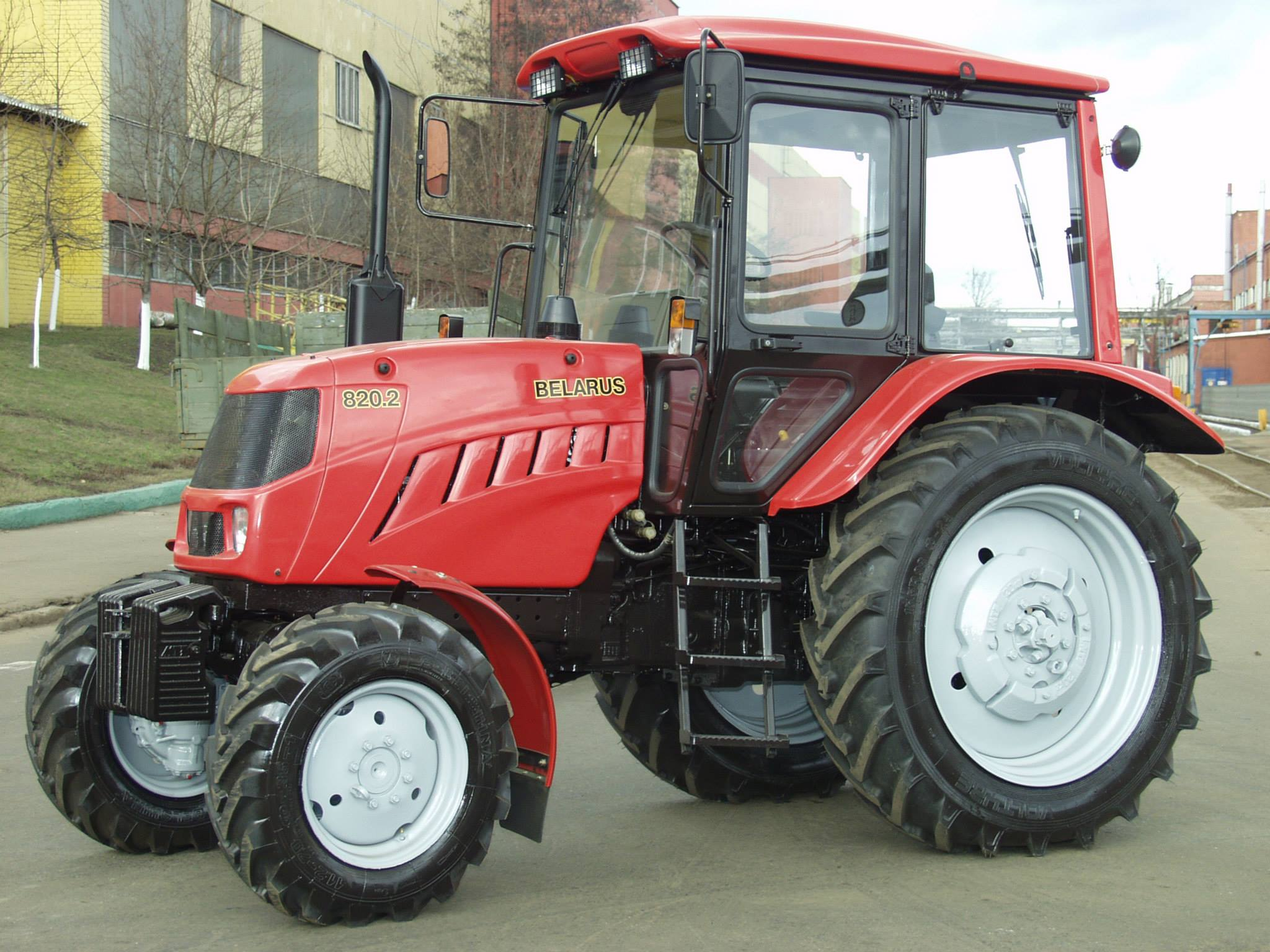
MTZ-820
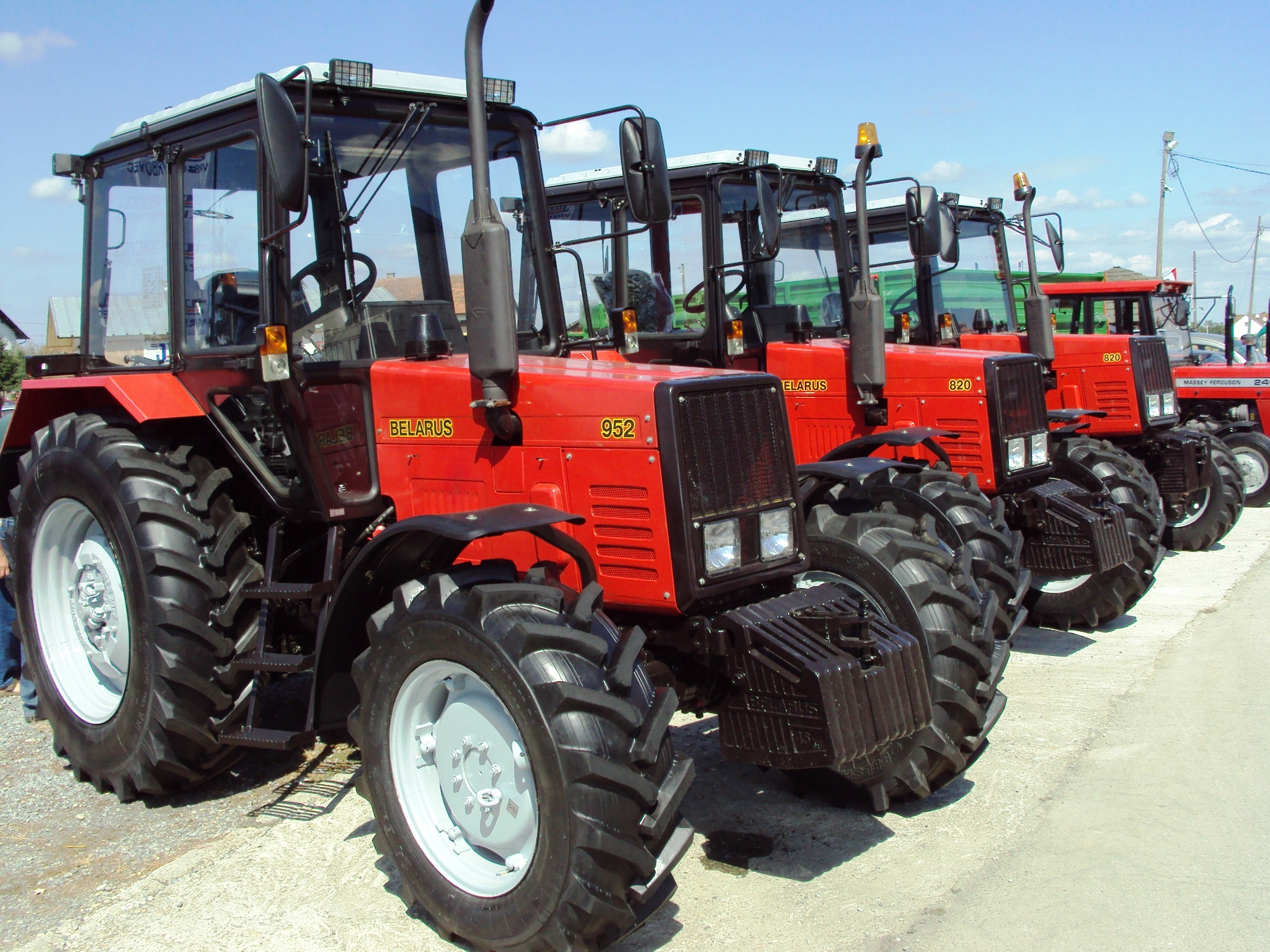
MTZ-952
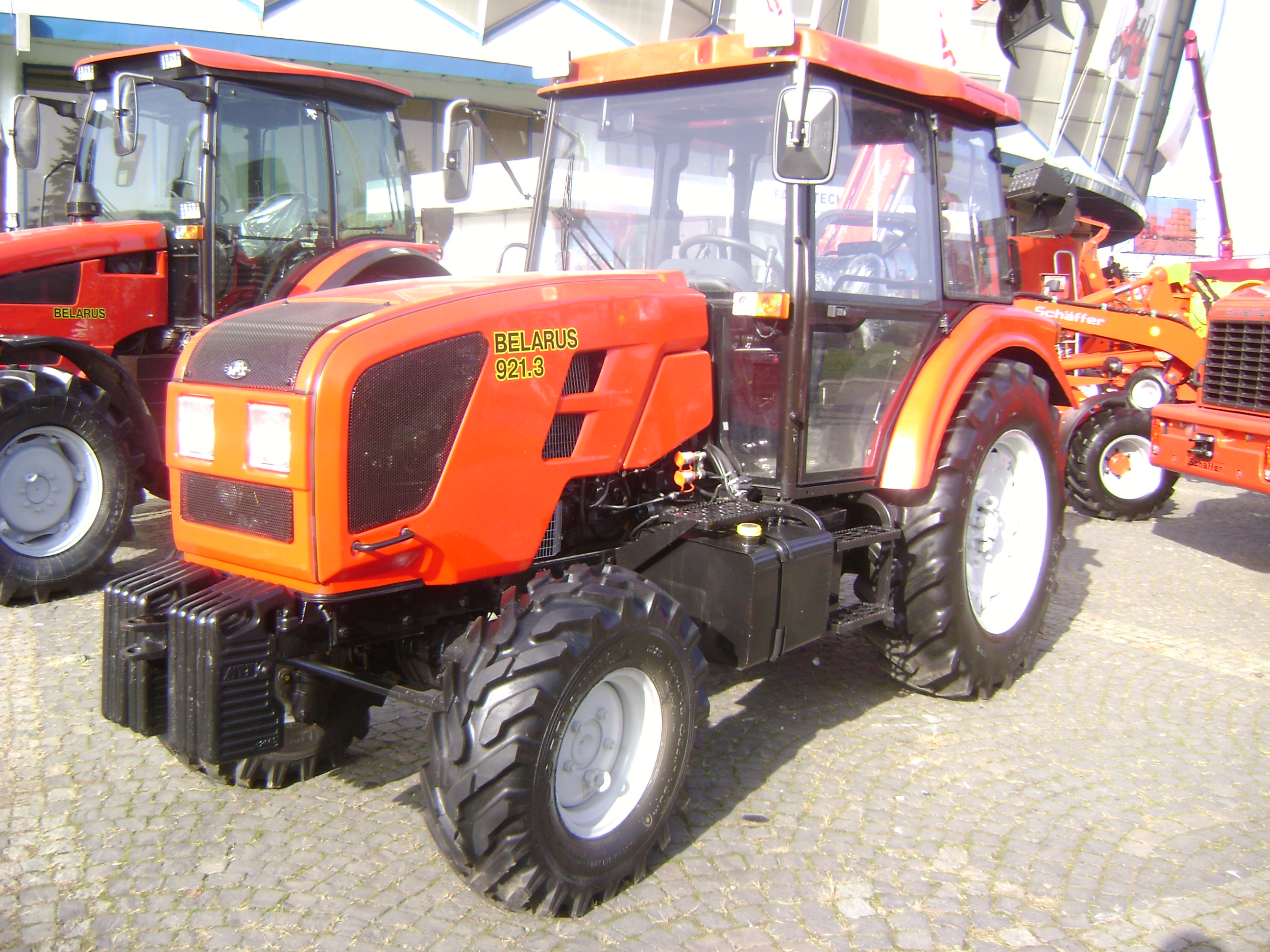
MTZ-921
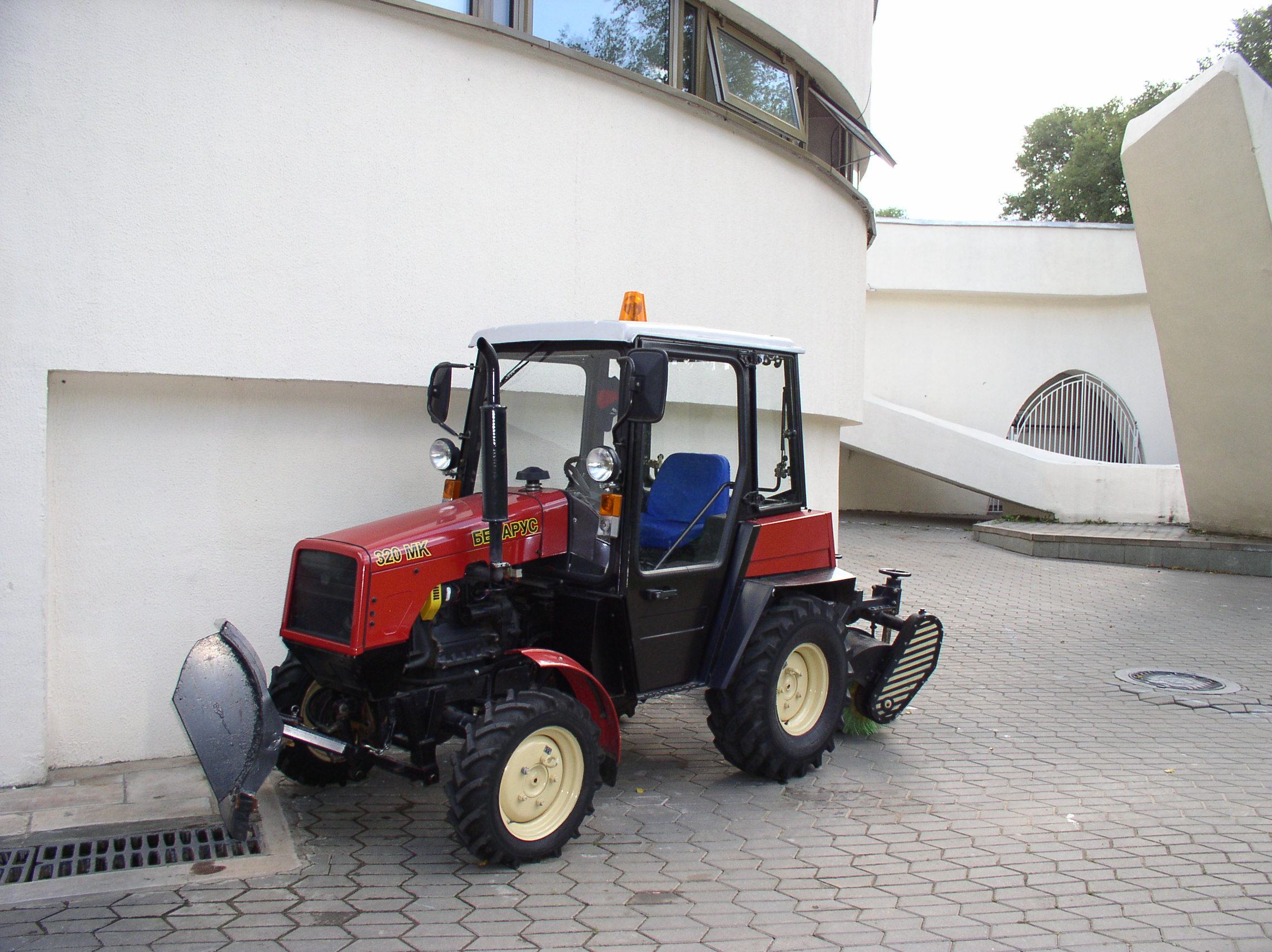
MTZ-320
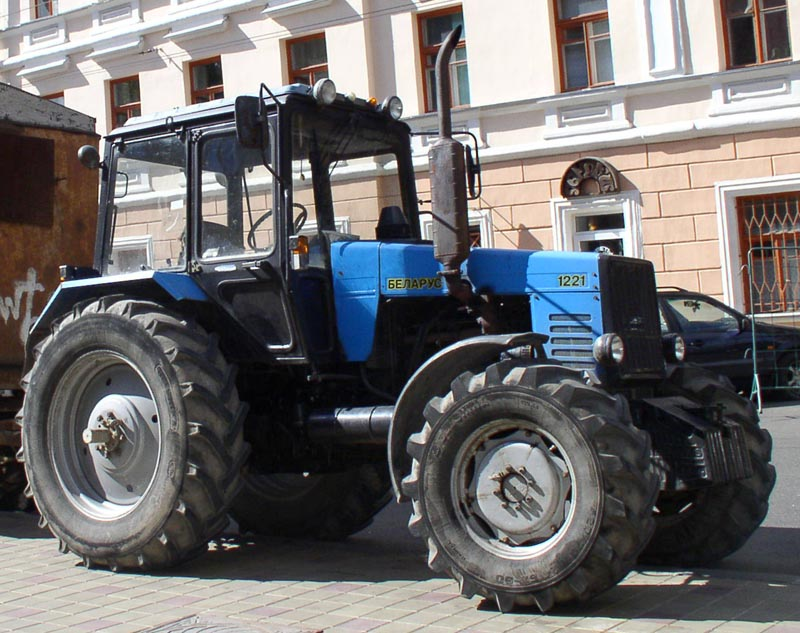
MTZ-1221
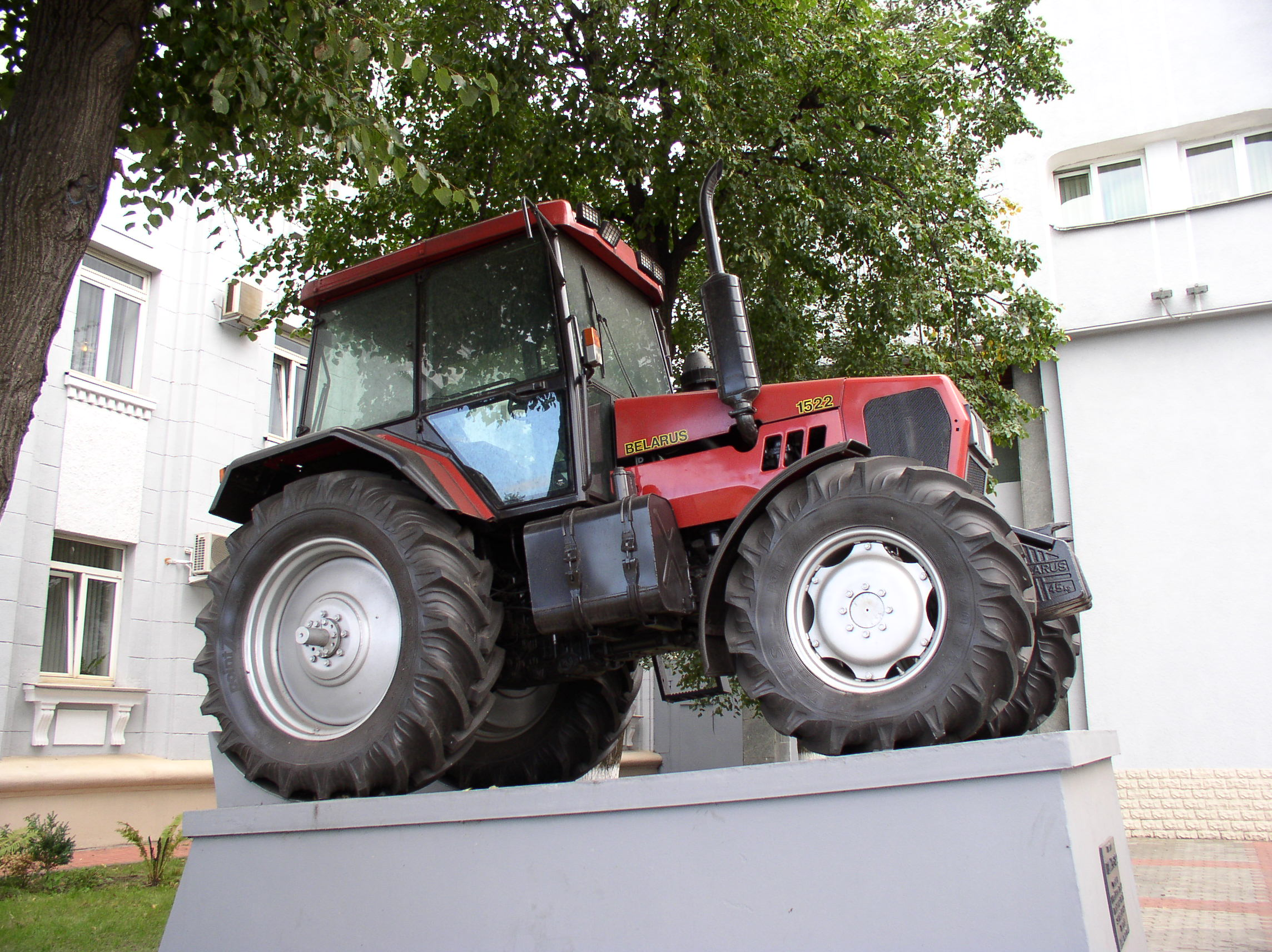
MTZ-1522
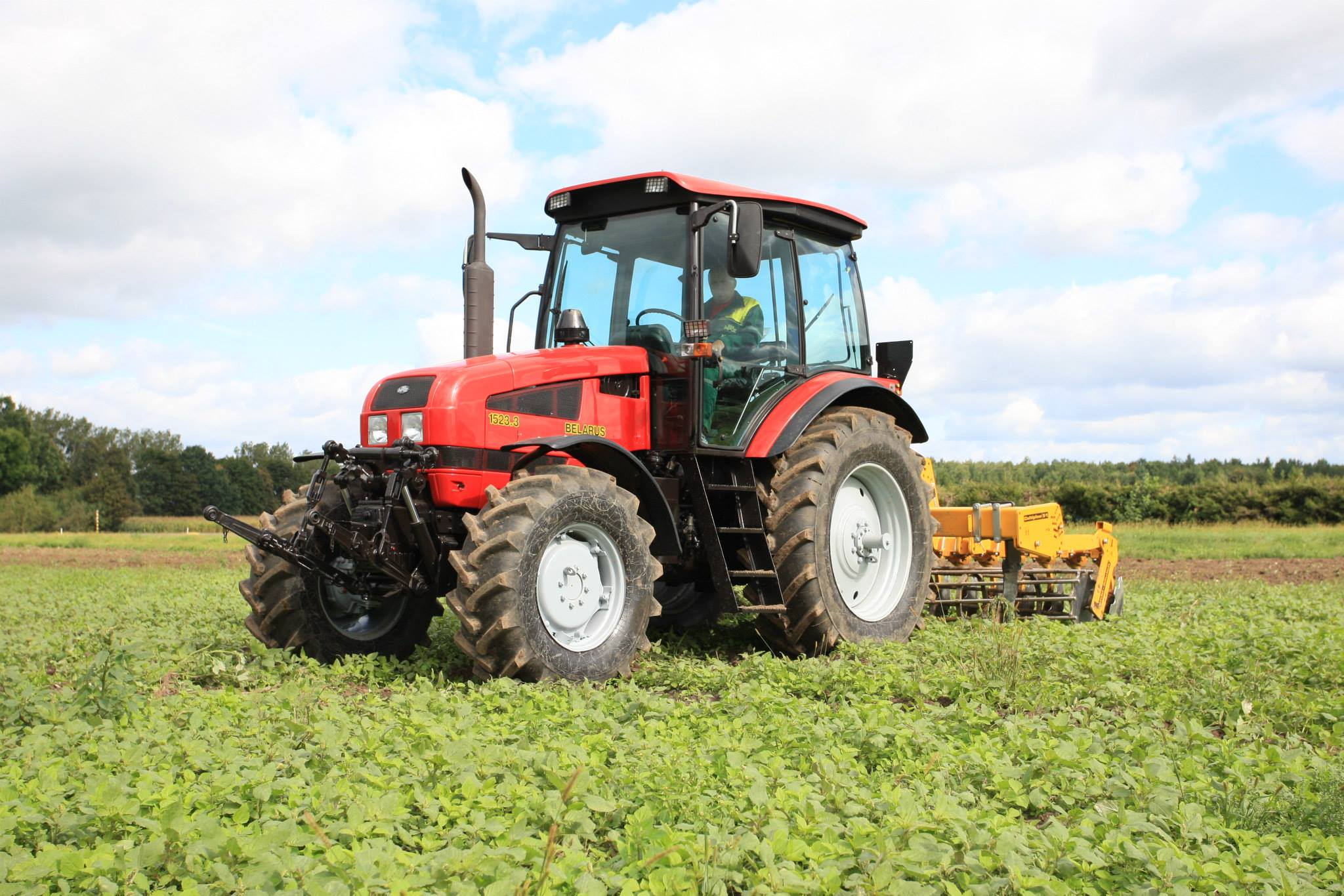
MTZ-1523
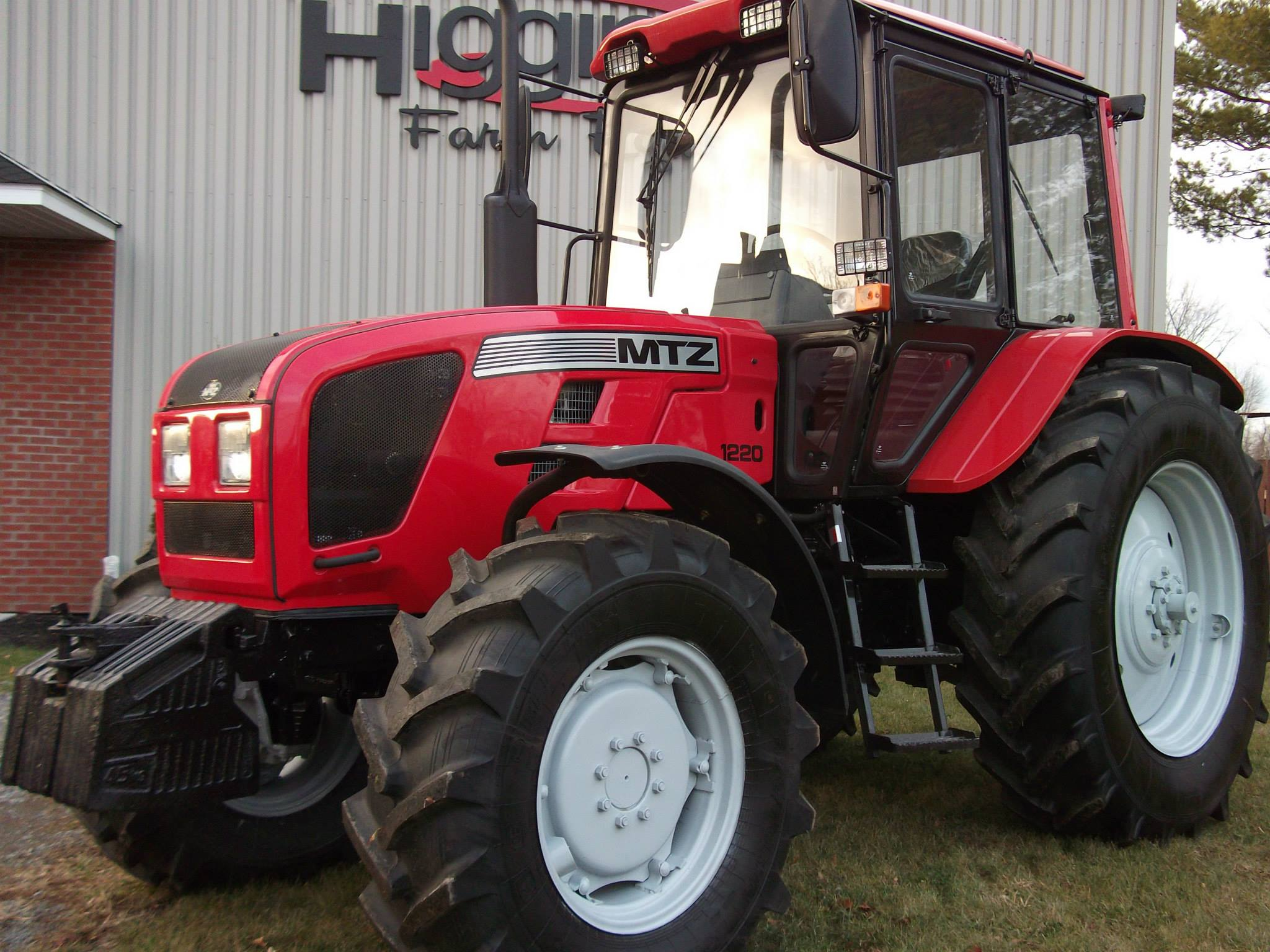
MTZ-1220
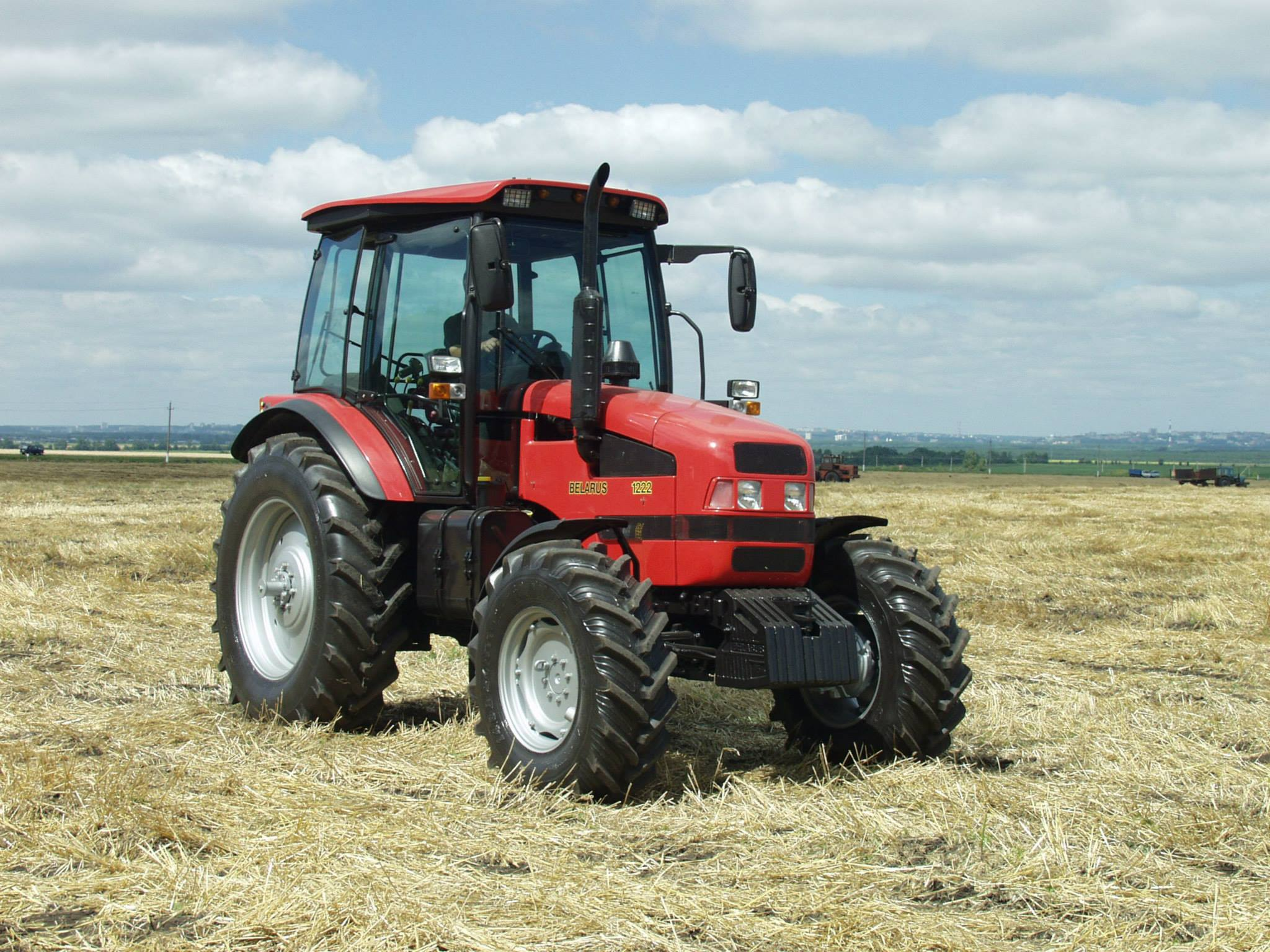
MTZ-1222
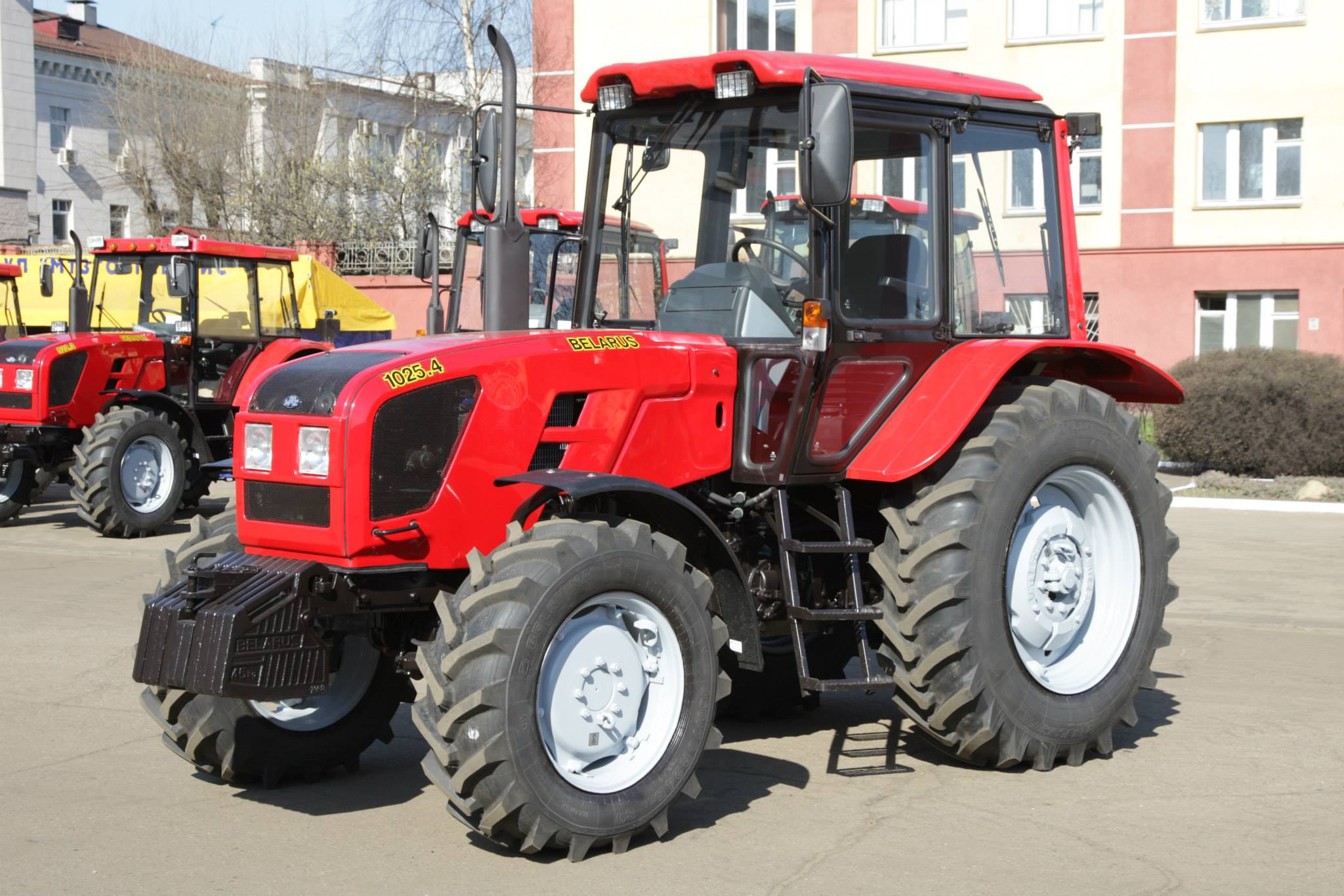
MTZ-1025
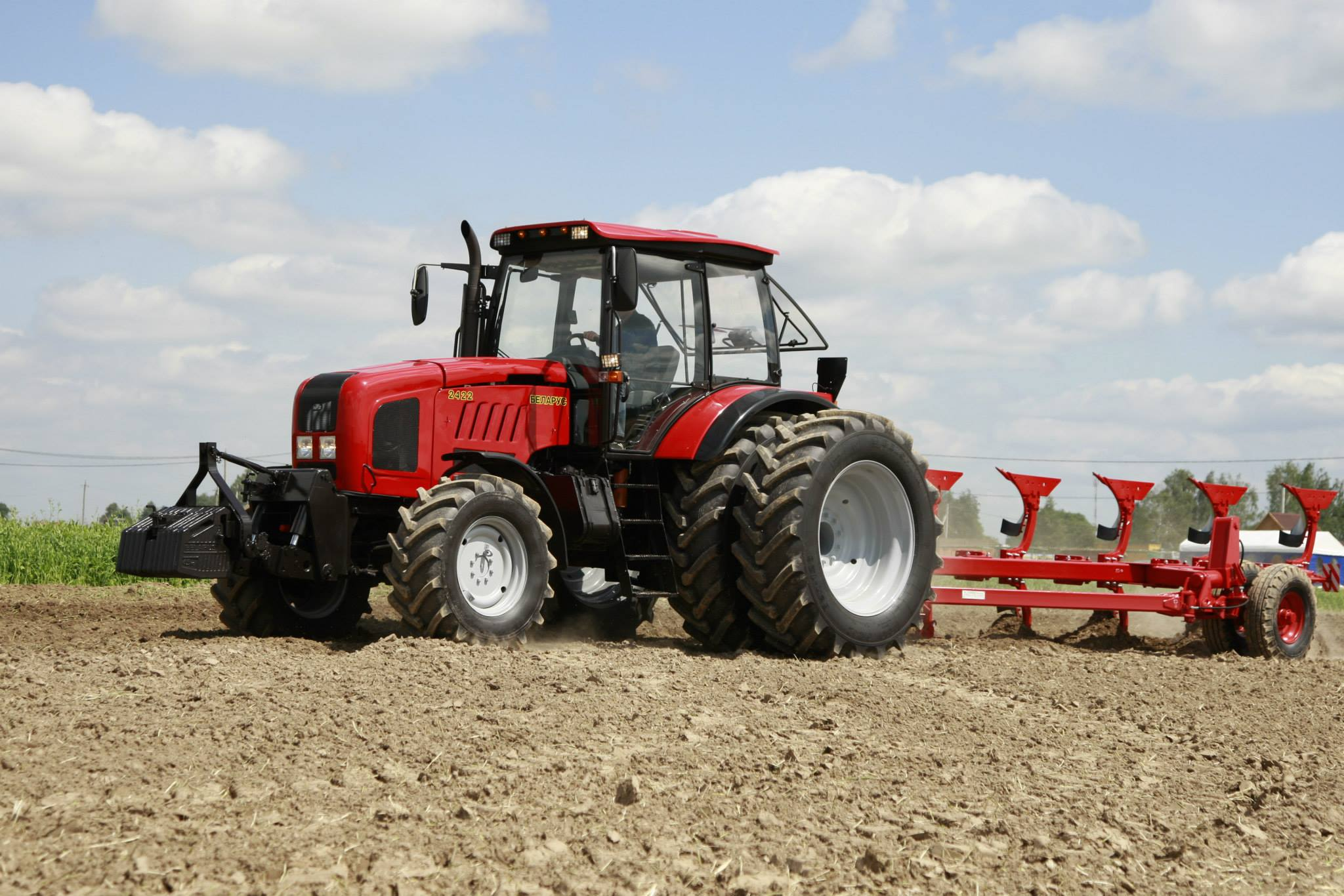
MTZ-2422
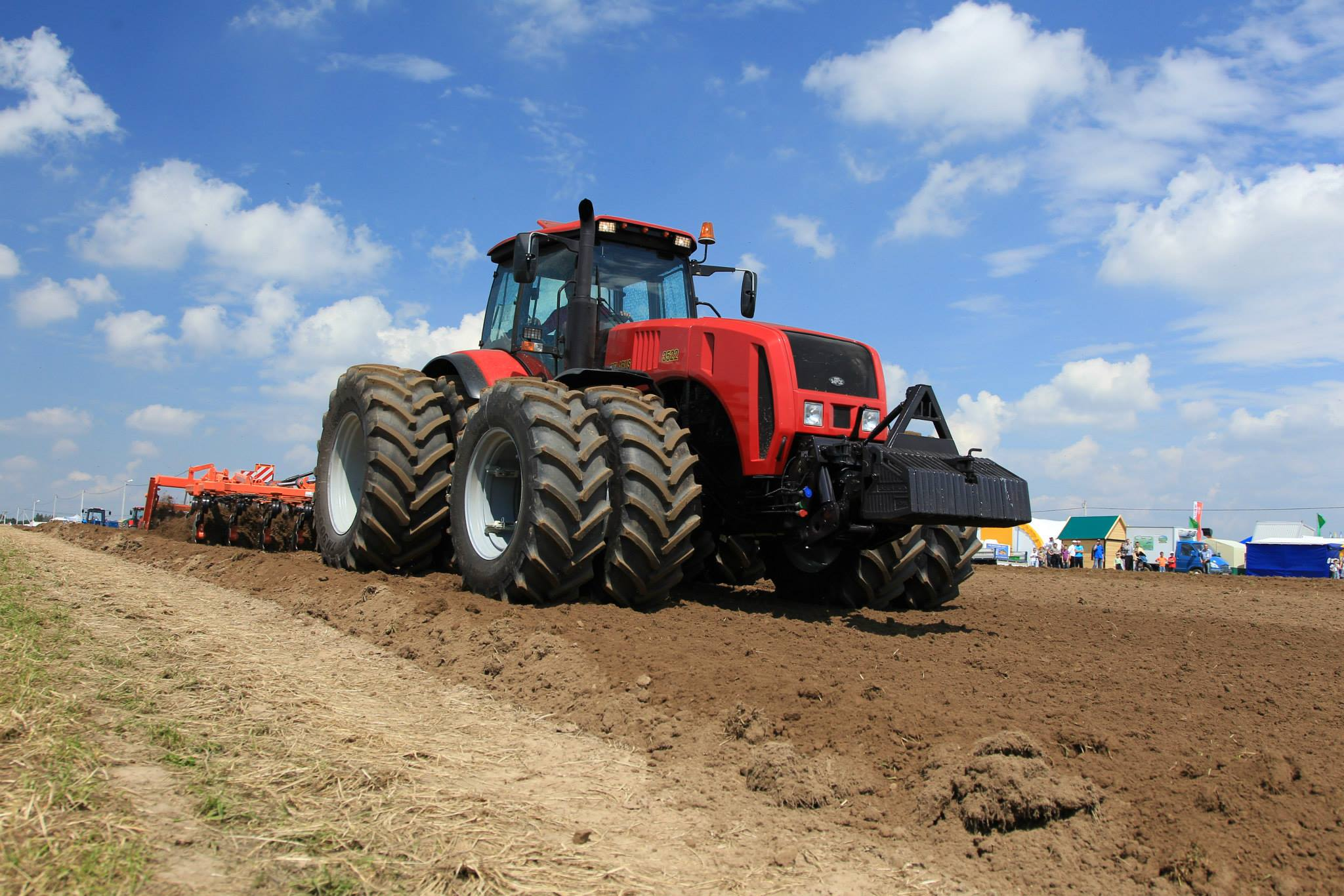
MTZ-3022
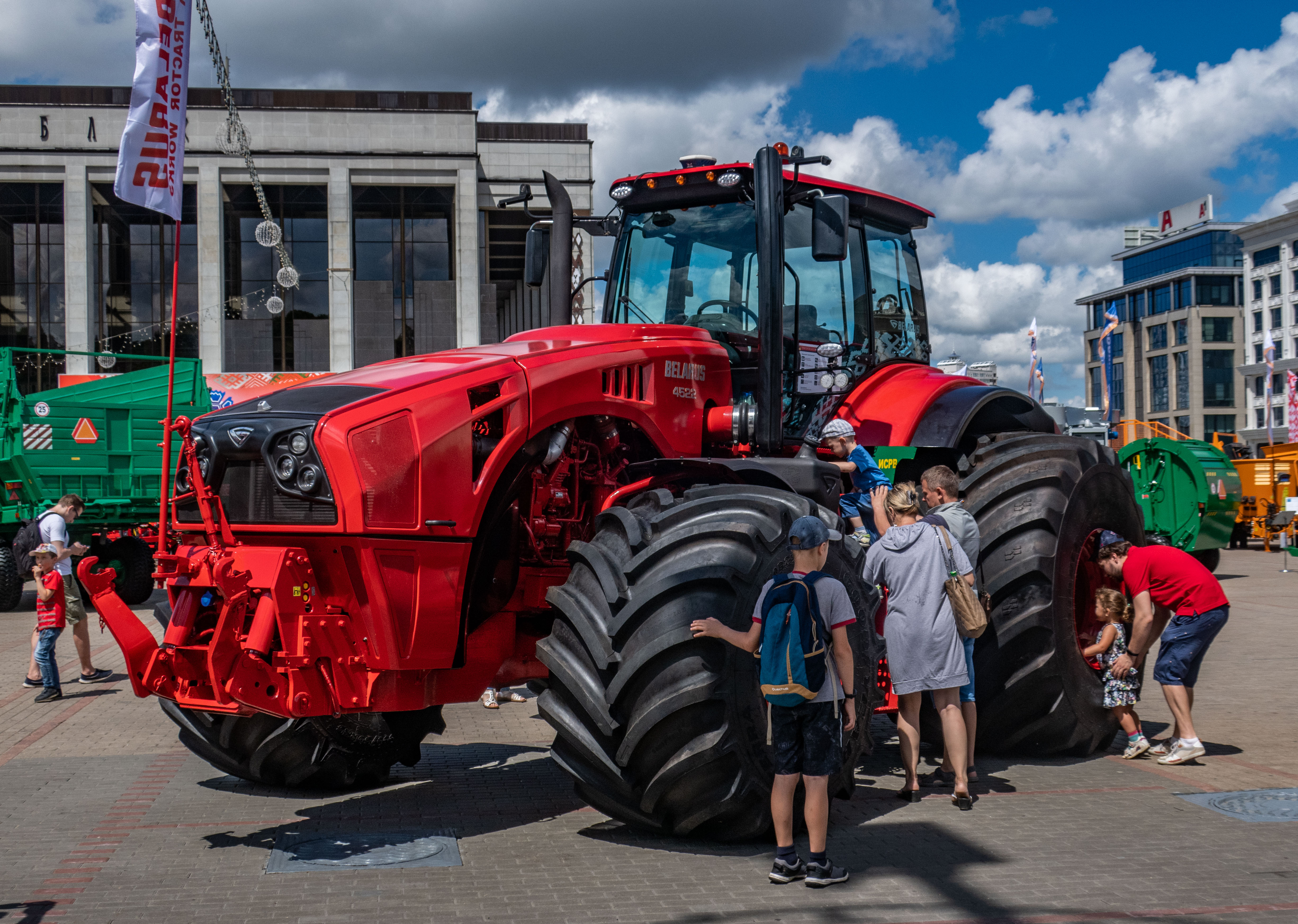
MTZ-4522
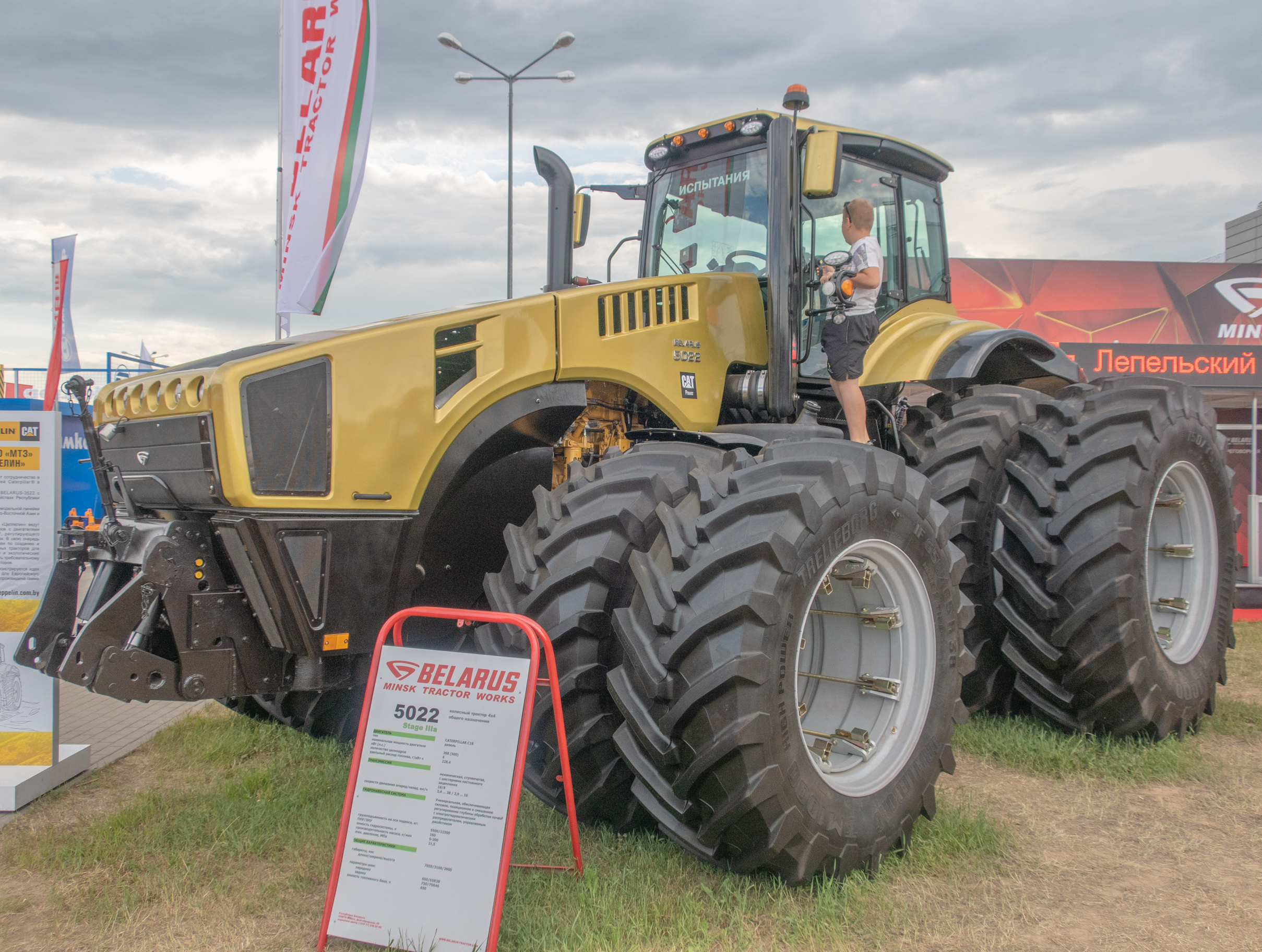
MTZ-5022